# Вулиця Гетьмана Данила Апостола
Ву́лиця Ге́тьмана Дани́ла Апо́стола — вулиця в Оболонському районі міста Києва, промислова зона Оболонь. Пролягає від Богатирської вулиці до кінця забудови. 
Прилучається Лебединська вулиця.

## Історія
Вулицю запроєктовано у середині XX століття під назвою Нова. З 1977 року вулиця носила назву Кемеровська, забудова — 1970-х років.
Сучасна назва — з 2022 року, на честь гетьмана Війська Запорозького Данила Апостола.